# Microsoft Flight Simulator (gra komputerowa 2020)
Microsoft Flight Simulator – symulator lotu wyprodukowany przez Asobo Studio i wydany przez Xbox Game Studios 18 sierpnia 2020 na platformę Windows 10. W planach jest wydanie wersji na Xbox Series X/S. Jest to jedenasta część serii Microsoft Flight Simulator. Produkcja wykorzystuje tekstury i dane topograficzne pochodzące z Bing Maps. Trójwymiarowa reprezentacja cech świata, takich jak teren, drzewa, budynki i woda, jest generowana dzięki usłudze chmurowej Microsoft Azure.

## Główne informacje
Symulator zawiera opracowany przez Asobo Studio silnik gry i wykorzystuje dane z Bing Maps, uzyskując dostęp do ponad dwóch petabajtów danych z chmury na żądanie. Microsoft Azure analizuje dane map i fotogrametrię, aby wygenerować fotorealistyczne modele 3D budynków, drzew, terenu i innych. Dzięki temu symulator może przedstawiać większość świata w fotorealistycznym 3D oraz inne obszary w wysokiej rozdzielczości. Realistycznie przedstawione zostały fizyka lotów i pogoda. Przy wykorzystaniu rzeczywistych danych pogodowych poszczególne chmury mają własne zachowania i wpływ na wydajność samolotu w zależności od jego położenia w systemie. Asobo stworzyło własny silnik modelu lotu, umożliwiający pełną symulację sił oddziałujących na samoloty. Symulator wypełnia drogi pojazdami, woda płynie realistycznie w oparciu o kierunek wiatru, trawa ma pojedyncze źdźbła, a drzewa pojedyncze liście, tworząc iluzję realnego świata. Symulator obejmuje ponad dwa miliony miast i ponad 40 000 prawdziwych lotnisk.

## Produkcja
Produkcję symulatora ogłoszono podczas Electronic Entertainment Expo 2019 (E3 2019) w Los Angeles, 9 czerwca 2019 roku. Jest to pierwszy znaczący projekt w serii od czasu Flight Simulator X z 2006 roku, po długim okresie niepewności co do przyszłości cyklu spowodowanym zamknięciem Aces Game Studio w 2009 roku. Symulator stworzony został przez francuskie studio Asobo Studio, a wydany przez Xbox Game Studios. Microsoft zapewnił graczom zapisanym do programu Windows Insider dostęp do wczesnych wersji symulatora.
Symulator ukazał się 18 sierpnia 2020 na platformę Windows 10 w trzech edycjach: Standard, Deluxe i Premium. Pierwsza z nich zawiera dwadzieścia typów samolotów oraz ręcznie modelowanych lotnisk, a każda kolejna dodaje pięć nowych maszyn i portów lotniczych.